# Jonathan A.C. Brown

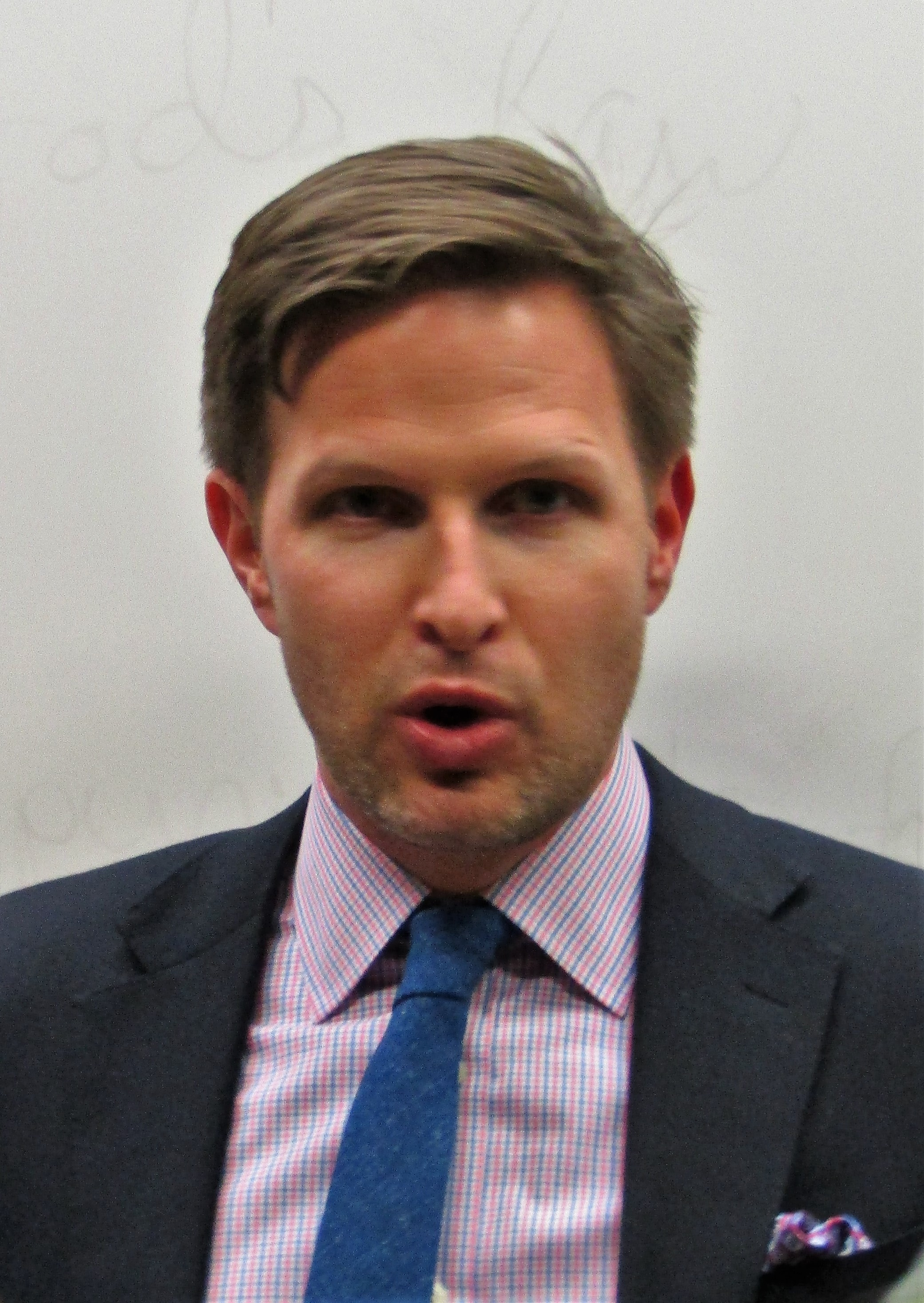
Jonathan A.C. Brown (2018)

 Jonathan A.C. Brown (geb. 1977 in Washington, D.C.) ist ein zum Islam konvertierter US-amerikanischer Islamwissenschaftler und eine im muslimisch-christlichen Dialog aktive Persönlichkeit in den Vereinigten Staaten.

## Leben und Wirken
Seinen Ph.D. erwarb er 2006 an der University of Chicago. Er lehrte als Islamwissenschaftler (Assistant Prof. of Arabic and Islamic Studies) an der University of Washington in Seattle. Seit 2012 ist er Associate Professor an der nach dem jesuitischen Priester Edmund A. Walsh (1885–1956) benannten School of Foreign Service an der Georgetown University. Dort ist er Direktor des Prince Alwaleed bin Talal Center for Muslim-Christian Understanding (ACMCU; Prinz-al-Walid-bin-Talal-Zentrum für muslimisch-christliche Verständigung). Der in die Kritik geratene US-amerikanische Islamwissenschaftler John Esposito war der Gründungsdirektor des Zentrums. 2014 wurde Jonathan Brown auf den ebenfalls nach dem saudi-arabischen Investor Prinz Alwaleed bin Talal benannten Chair of Islamic Civilization berufen. Er ist Verfasser verschiedener Publikationen zum Islam, darunter Artikel in den Bereichen Hadith, Islamisches Recht, Salafismus, Sufismus und zur Arabischen Sprache. Er ist Herausgeber der Oxford Encyclopedia of Islam and Law. Er war Mitglied des Council on Foreign Relations, einer privaten US-amerikanischen Denkfabrik.
Verlagsangaben zufolge hat Brown in Ägypten, Syrien, der Türkei, Marokko, Saudi-Arabien, Jemen, Südafrika, Indien, Indonesien und Iran studiert und geforscht.
Bei der vom Londoner Büro des International Institute of Islamic Thought (Internationales Institut für Islamisches Gedankengut) organisierten IIIT European Summer School 2017 war er einer der Sprecher.

## Publikationen (Auswahl)
- Misquoting Muhammad: The Challenge and Choices of Interpreting the Prophet's Legacy, Oneworld Publications, 2014, ISBN 978-1-78074-420-9 Digitalisat
- Muhammad: A Very Short Introduction, Oxford University Press, 2011, ISBN 978-0-19-955928-2
- Hadith: Muhammad's Legacy in the Medieval and Modern World, Oneworld Publications, Foundations of Islam series, 2009, ISBN 978-1-85168-663-6 (Online-Teilansicht)
- The Canonization of al-Bukhārī and Muslim: The Formation and Function of the Sunnī Ḥadīth Canon, Brill Publishers, 2007, ISBN 978-90-04-15839-9
- „Salafis and Sufis in Egypt“. 2011 (carnegieendowment.org)
- Jonathan A.C. Brown: New Data on the Delateralization of Ḍād and its Merger with Ẓā’ in Classical Arabic: Contributions from Old South Arabian and the Earliest Islamic Texts on Ḍ / Ẓ Minimal Pairs. In: Journal of Semitic Studies. vol. LII, Nr. 2, 2007, ISSN 0022-4480, S. 345–352 (online [PDF; 661 kB; abgerufen am 4. November 2017]).